# Hector Gonzales
Hector Gonzales is een personage uit de James Bond-film For Your Eyes Only. Ook in de gelijknamige roman van Ian Fleming For Your Eyes Only uit de verhalenbundel For Your Eyes Only, kwam hetzelfde personage ook voor. Daar werd hij echter Major Gonzales genoemd. Hij werd vertolkt door Stephan Kalipha.

## Boek
In het boek is Major Gonzales een huurmoordenaar van Cubaanse afkomst. Aan het begin van het verhaal vermoordt Gonzales Colonel Timothy Havelock en zijn vrouw. De twee zijn beide goede vrienden van James Bonds baas M en daarom wil hij dat hij Gonzales opspoort in Vermont en later in de Canadese hoofdstad Ottawa. Met behulp van Havelocks dochter Judy Havelock weet hij Gonzales en zijn baas Von Hammerstein beide te vermoorden.

## Film
In de film doet Gonzales zich in het begin voor als een piloot, hij brengt daarom ook Melina Havelock met een watervliegtuig naar haar ouders die wonen op een boot aan de kust van het Griekse eiland Korfoe. Maar Zodra Melina op de boot naar binnen wil gaan worden haar ouders neergeschoten door Gonzales in zijn vliegtuig. En Melina wil hierna meteen wraak.
James Bond krijgt van Bill Tanner de opdracht Gonzales op te sporen, omdat Melina's vader Sir Timothy Havelock werkte aan de zaak van de verdwenen decoder-machine de ATAC. Bond wordt hiervoor naar de Spaanse hoofdstad Madrid gestuurd, waar hij Gonzales aantreft bij een zwembad vol vrouwen. Bond ontdekt dat hij betaald wordt door Emile Locque voor de moord op de Havelocks. Bond wordt echter door Gonzales gevangengenomen, maar als hij weggebracht wordt door Gonzales handlangers en Gonzales zelf een duik wil nemen wordt hij vermoord door Melina Havelock met een kruisboog en sterft in het water in het bijzijn van Locque.